# Житлово-комунальне господарство України

## Житлове господарство

### Житловий фонд України
Див. ще: Житлове будівництво в Україні
| Характеристика житлового фонду України станом на 01.01.2012 | Характеристика житлового фонду України станом на 01.01.2012 | Характеристика житлового фонду України станом на 01.01.2012 | Характеристика житлового фонду України станом на 01.01.2012 | Характеристика житлового фонду України станом на 01.01.2012 | Характеристика житлового фонду України станом на 01.01.2012 |
| Житлові будинки за роками забудови                          | Житлові будинки за роками забудови                          | Питома вага обладнаних квартир, %                           | Питома вага обладнаних квартир, %                           | Частка житлового фонду в загальному обсязі за               | Частка житлового фонду в загальному обсязі за               |
| роки                                                        | %                                                           | системи постачання                                          | %                                                           | форми власності                                             | %                                                           |
| ----------------------------------------------------------- | ----------------------------------------------------------- | ----------------------------------------------------------- | ----------------------------------------------------------- | ----------------------------------------------------------- | ----------------------------------------------------------- |
| До 1919                                                     | 4,6                                                         | Водопровід                                                  | 59,6                                                        | Приватна                                                    | 93,0                                                        |
| 1919—1945                                                   | 11,8                                                        | Каналізація                                                 | 57,5                                                        |                                                             |                                                             |
| 1946—1960                                                   | 25,1                                                        | Опалення                                                    | 62,1                                                        | Комунальна                                                  | 5,6                                                         |
| 1961—1970                                                   | 24,1                                                        | Газифікація                                                 | 83,2                                                        |                                                             |                                                             |
| 1971-1980                                                   | 16,2                                                        | Гаряче водопостачання                                       | 43,1                                                        | Державна                                                    | 1,4                                                         |
| 1981—1990                                                   | 10,8                                                        |                                                             |                                                             |                                                             |                                                             |
| 1991 і пізніше                                              | 7,4                                                         |                                                             |                                                             |                                                             |                                                             |

Житловий фонд України становить 10,2 млн будинків, загальною площею 1066,6 млн м², з якого у комунальній власності знаходиться — 238,2 тис. будинків (2,3 % всього житлового фонду країни), загальною площею 67,5 млн кв.м. В Україні 60,7 тис. (0,6 % житлових будинків країни) ветхих та аварійних житлових будинків загальною площею 5,1 млн м², де постійно проживає 145,7 тис. мешканців.
Житловий фонд будинків перших масових серій (60-70-х років забудови) становить близько 72 млн м² і потребує заміни або реконструкції. Фактично кожний четвертий міський житель проживає у житлових приміщеннях, які мають незадовільний технічний стан, низькі експлуатаційні якості та вичерпали свій експлуатаційний ресурс.
Утримання та обслуговування житлового фонду
Станом на 01.07.2010 в Україні налічується 509 приватних підприємств з утримання житлових будинків і прибудинкових територій та 10993 об'єднання співвласників багатоквартирних будинків, які самостійно утримують відповідні будинки, що становить 14,2 % від кількості будинків (77401 будинків 5 поверхів і вище), де може бути створено ОСББ.
Працює 66 підприємств служби єдиного замовника.
Житловий фонд України на початок 2010 року становить 10,2 млн будинків загальною площею 1066,6 млн кв.м, у тому числі комунальної власності — 238,2 тис. будинків загальною площею 67,5 млн м² або 2,3% будинків житлового фонду країни.
До категорії ветхих та аварійних житлових будинків віднесено по Україні 60,7 тис. житлових будинків загальною площею 5,1 млн кв.м, тобто 0,6% житлового фонду країни, де постійно проживають 145,7 тис. мешканців.
За 2009 рік кількість аварійних будинків зросла на 1081 одиницю (6,2%).
Житловий фонд будинків перших масових серій (60-70-х років забудови) становить близько 72 млн м² і потребує заміни або реконструкції. Фактично кожний четвертий міський житель проживає у житлових приміщеннях, які мають незадовільний технічний стан, низькі експлуатаційні якості та вичерпали свій експлуатаційний ресурс.
Недостатня комфортність, низька енергоефективність житлових будинків перших масових серій, їх значний фізичний і моральний знос потребують вирішення проблеми капітального ремонту (реконструкції) житла із застосуванням сучасних енергозберігаючих технологій, матеріалів та обладнання.
Станом на 1 січня 2010 року в Україні нараховується 10 тис. 232 ОСББ, що становить більше 13% усіх житлових будинків в країні, які мають 5 та більше поверхів.

### Ліфтове господарство
Ліфтове господарство на початок 2010 року налічує 90,2 тис. ліфтів, які обслуговують 28,7 тис. житлових будинків; з них диспетчеризовані — 56,5 тис. одиниць (62,3%). Кількість ліфтів, які мають термін експлуатації 25 і більше років становить 34,0 тис. одиниць (37,7%). Не працюють більше року 3350 ліфтів.

## Водопровідно-каналізаційне господарство
Централізованими системами водопостачання забезпечені всі міста України, 767 селищ міського типу, або 86,5%, 6283 сільських населених пунктів, або 22,1% їх загальної кількості. Централізованими системами водовідведення забезпечені 443 міста (або 96,5% від загальної кількості), 497 селищ міського типу (або 56,1%) та 737 сільських населених пунктів (або 2,6%).
Водопостачання населених пунктів України на 70% здійснюється за рахунок поверхневих джерел, 30% — з підземних джерел.
Загальна протяжність водопровідних мереж на 01.01.2010 становить 182626,3 км, з яких 66462,8 км мереж (36,4%) перебувають в аварійному стані (з них у місті Севастополі — 54,6%, АР Крим — 48%, Луганській області — 56,6%, Львівській — 46%, Донецькій — 45,9%).
Нераціональні витрати та втрати питної води у зовнішніх мережах досягли в Україні 40,4%: у м. Севастополі — 94,8%, Закарпатській області — 82,6%, Чернівецькій — 78,9%, Житомирській — 71,2%, Луганській — 58,6%, Львівській — 61,7%, Одеській — 60,2% та в АР Крим — 57,4%.
Четверта частина водопровідних очисних споруд і кожна п'ята насосна станція (у вартісному виразі) відпрацювали нормативний термін амортизації. Фактично замортизовано половину насосних агрегатів, з яких 40 відсотків потребує заміни.
У 98 населених пунктах України послуги з водопостачання надаються за графіком; мешканці понад 1200 сільських населених пунктів у Автономній Республіці Крим, Запорізькій, Миколаївській, Кіровоградській, Одеській, Херсонській, Донецькій, Дніпропетровській, Луганській областях через природні або техногенні причини частково або повністю користуються привізною водою.
У понад 260 населених пунктах питна вода за окремими фізико-хімічними показниками не відповідає вимогам чинного стандарту.
Загальна протяжність каналізаційних мереж становить 50756,5 км, з яких 17269,2 км мереж (34%) перебувають в аварійному стані, у Харківській області — 49,4%, у Донецькій — 47,6%, Луганській — 44,9% та у м. Севастополь — 42,8%.
Водопровідні та каналізаційні насосні станції та очисні споруди у всіх регіонах України мають значний фізичний та моральний знос і потребують суттєвого оновлення, удосконалення технологічного процесу, заміни обладнання тощо.
Через застаріле обладнання, роботу насосних станцій в неоптимальному режимі та втрати питної води під час її транспортування та розподілу непродуктивні витрати електроенергії в середньому по країні складають більше 25%.

## Комунальна теплоенергетика
Теплопостачання населених пунктів України забезпечують 7712 підприємств усіх форм власності, на яких експлуатується 31312 котелень сумарною потужністю 133311,7 Гкал/год, 24% з яких обладнані котлоагрегатами, що експлуатується понад 20 років і мають коефіцієнт корисної дії нижче 82%.
Загальна кількість установлених котлів становить 72298 одиниць, з них 16468 котлів (22,8%) з терміном експлуатації більше 20 років.
Протяжність теплових мереж у двотрубному обчисленні становить 35834,2 км, з них ветхих та аварійних — 5620,7 км, що становить 15,7% від загальної протяжності мереж.
Втрати теплової енергії в інженерних мережах за рік становлять 12,9% від загальної кількості реалізованої теплової енергії, у Дніпропетровській області — 17,5%, Чернігівській — 16,9%, Сумській — 16,8%, Херсонській — 15,6%, Закарпатській — 14,8%, Черкаській — 13,1%, у місті Києві — 18,2%.
11 лютого 2015 року Верховна Рада розглянула законопроєкт №1640 «Про Єдину державну систему моніторингу виробництва, постачання, транспортування, споживання та оплати за паливно-енергетичні ресурси і комунальні послуги» (ЄДСМ), подали 26.12.2014 депутати Олександр Кірш, Сергій Каплін, Олег Ляшко, Петро Юрчишин, Іван Кириленко, проте, за рекомендацією Альони Бабак, відклала його на доопрацювання.
Як стверджують автори, ЄДСМ – система «оприлюднення корупційних схем в системі ЖКГ». «170 млрд. гривень на рік – гроші, які українці переплачують за комунальні послуги. Саме так і з’явилася система олігархату, яка очолила всі гілки влади в Україні. Це також стосується і підвищення тарифів на транспорт».

## Міський електротранспорт
Інвентарний парк рухомого складу міського електротранспорту станом на 1 січня 2010 року становив 2615 трамвайних вагонів та 4049 тролейбусів, з яких вичерпали нормативний термін експлуатації відповідно 2422 (93%) та 3031 (75%) одиниці.
Близько 20 відсотків загальної протяжності трамвайних колій та контактної мережі знаходяться у аварійному стані і потребують капітального ремонту.
Протягом 2009 року парк рухомого складу при потребі 500 трамвайних вагонів та тролейбусів поповнився лише 5 трамвайними вагонами та 23 тролейбусами, що були придбані за кошти місцевих бюджетів мм. Києва, Луганська та Одеси. За цей період з експлуатації вибуло 134 трамвайних вагонів та 237 тролейбусів.
Упродовж 2009 року послугами міського електротранспорту скористалося 2080 млн пасажирів, з них 1270 млн пільгових категорій або 61 відсоток загальної кількості пасажирів.
Порівняно з 2008 роком кількість перевезених міським електротранспортом пасажирів зменшилися на 18 відсотків, загальний пробіг рухомого складу міського електротранспорту зменшився порівняно з минулим роком на 9 відсотків і склав 227 млн вагоно(тролейбусо)-кілометрів.

## Споживання енергетичних ресурсів
Однією з найгостріших проблем галузі є нераціональне та неефективне використання паливно-енергетичних ресурсів підприємствами житлово-комунального господарства.
Так, втрати теплової енергії упродовж року складають, в середньому, понад 13 млн. Гкал, що становить 11% від обсягів відпущеної теплової енергії, або марно витрачаються понад 2,1 млрд м³ природного газу.
Це обумовлено у першу чергу незадовільним технічним станом об'єктів житлово-комунального господарства, рівень зносу основних фондів якого становить більш ніж 50%.
За оцінками експертів впровадження заходів з енергозбереження лише у ЖКГ має потенціал щодо зменшення споживання:
- газу при виготовленні, транспортуванні та постачанні теплової енергії в системі житлово-комунального господарства у середньому на 22%;
- електроенергії в системах водопостачання та водовідведення на 15-20%.

Обсяги втрат і необлікованої питної води на підприємствах водопровідно-каналізаційного господарства у містах України перевищує 30% і в окремих випадках може сягати 60% від поданої в систему води. Через незадовільний стан мережі та неоптимальний режим роботи насосних станцій втрачається майже чверть споживаної електроенергії.
За оцінками фахівців лише на опаленні будинків перших масових серій щорічно втрачається понад 600 млн м³ газу, а неефективне використання електроенергії у водопровідно-каналізаційному господарстві становить майже 2 млрд кВт.год.
Найбільші втрати теплової енергії спостерігаються у житловому фонді — близько 30% та в зовнішніх мережах до 25%.
У житлово-комунальному господарстві України споживається 44% енергетичних ресурсів, що становить близько 30% загального споживання палива в Україні. Щорічно галузь споживає електроенергії — близько 10,0 млрд кВт год, природного газу — близько 14,0 млрд м³, вугілля — близько 1,5 млн т. Це єдина група споживачів в Україні, яка не зменшила загальних обсягів енергоспоживання в XXI сторіччі. В той же час витрати енергоресурсів на одиницю виготовленої продукції та наданих комунальних послуг більш ніж у 1,5 рази перевищують зарубіжні показники. Так, для порівняння, на одного мешканця, в існуючих будівлях з централізованим теплопостачанням, в перерахунку на 1м² площі, на території України витрачається 1,4 т умовного палива на рік, що в 1,5 рази більше, ніж у США і в 2,5-3 рази більше, ніж у Швеції.

### Водопровідно-каналізаційне господарство
Станом на 01.01.2010 централізованими системами водопостачання забезпечено всі 459 міст України, 771 селище міського типу, або 87,1 % їх загальної кількості, 6316 сільських населених пунктів, або 22,2 %.
Централізованими системами водовідведення забезпечено мешканців 445 міст, або 96,9 % їх загальної кількості, 503 селища, або 56,8 %, та 737 сільських населених пунктів — 2,6 %.
Питне водопостачання в Україні здійснюється за рахунок використання поверхневих (70 %) і підземних (30 %) вод.
Знос основних фондів у підгалузі сягає 62,2 %. Із загальної протяжності водопровідних мереж перебувають в аварійному стані і потребують заміни 37 %, каналізаційних мереж — 34,8 %.
У 260 населених пунктах питна вода подається споживачам з відхиленнями за окремими показниками від вимог чинного стандарту. Найбільш напружений стан з якістю питної води зберігається в населених пунктах Донецької, Запорізької, Луганської, Одеської, Херсонської областей. У 102 населених пунктах через значну зношеність основних фондів, значні нераціональні втрати питної води в зовнішніх мережах, послуги з водопостачання надаються не цілодобово, а за графіком.
Жителі майже 1200 сільських населених пунктів у південних і східних регіонах через природні або техногенні причини, не маючи гарантованих джерел водопостачання вимушені частково або повністю користуватися привізною водою.
Більше ніж у 260 населених пунктах питна вода за окремими фізико-хімічними показниками не відповідає вимогам чинного стандарту.

### Теплопостачання
За даними Держкомстату, на 01.04.2010 теплопостачання в населених пунктів України забезпечують 8250 підприємств усіх форм власності, на яких експлуатується 32725 котелень сумарною потужністю 130618,7 Гкал/год, з них:
За потужністю:
до 3 Гкал/год — 27791 од. (21896,0 Гкал/год, в середньому на одиницю — 0,78 Гкал/год),
від 3 Гкал/год до 20 Гкал/год — 3948 од. (28991,0 Гкал/год, в середньому на одиницю — 7,34 Гкал/год),
від 20 Гкал/год до 100 Гкал/год — 781 од. (29355,5 Гкал/год, в середньому на одиницю — 37,5 Гкал/год),
від 100 Гкал/год і більше — 205 од. (50131,7 Гкал/год, в середньому на одиницю — 244,5 Гкал/год).
За видом палива:
на твердому паливі — 9720 од.,
на рідкому паливі — 456 од.,
на газі — 22120 од.,
інше — 429 од.
Загальна кількість установлених котлів становить 75831 одиниць, з них 16 254 котлів (21,4 %) з терміном експлуатації більше 20 років.
Протяжність теплових мереж у двотрубному обчисленні становить 34 625,5 км, з них ветхих та аварійних — 5 491,4 км, що становить 15,8 % від загальної протяжності мереж.

### Ліфтове господарство
Станом на 01.01.2010 ліфтове господарство України налічує 90,9 тис. ліфтів, якими обладнано 28,9 тис. житлових будинків загальною площею 196,9 млн кв.м.; з них диспетчеризовані — 57,0 тис. одиниць, що становить 62,7 % від загальної кількості ліфтів, які обслуговують житлові будинки. Кількість ліфтів, які мають термін експлуатації 25 і більше років становить 36,8 тис. одиниць, що становить 40,5 % ліфтового парку України. Не працюють більше року 3350 ліфтів.

### Благоустрій
В Україні експлуатується 5 229 автомобільних мостів, 1607 пішохідних мостів та 592 шляхопроводи загальною протяжністю 1586 км. Із загальної кількості мостів та шляхопроводів 507 споруд (7 %) мають обмежену несучу спроможність або перебувають в аварійному стані. Протяжність вулиць і доріг населених пунктів — 163 тис. км.
Загальна протяжність електромереж зовнішнього освітлення становить 76,8 тис. км.
На одну тисячу мешканців України припадає у середньому 13,5 га зелених насаджень, із них насаджень загального користування — 3,4 га.
Відсоток зелених насаджень загального користування, охоплених доглядом, становить 70 %.

## Проблеми житлово-комунального господарства України
- погана керованість, неконтрольованість, низька якість роботи підприємств житлово-комунальної галузі та послуг, що ними надаються;
- слабка фінансова спроможність житлово-комунальної сфери;
- застарілість та низька ефективність, вразливість, в тому числі перед ціновим фактором, існуючої системи енерго- та теплозабезпечення помешкань;
- нерівноправність відносин, незахищеність мешканців перед свавільними діями постачальників комунальних послуг.

### Енергоспоживання в житлово-комунальному господарстві
У житлово-комунальному господарстві споживається 44 % енергетичних ресурсів або 70 млн тонн умовного палива (у.п.), що є близько 30 % загального споживання палива в Україні.
Житловий фонд держави та соціальна сфера споживають енергоресурсів — 85 % від загального споживання галуззю.
Щорічно галузь споживає електроенергії — близько 10,0 млрд кВт/год., природного газу — близько 14,0 млрд куб.м, вугілля — близько 1,5 млн т. Нетрадиційні та відновлювані види енергії становлять 0,87 млн т умовного палива.
Витрати на одного мешканця в Україні становлять 0,7-1,0 т у.п., у Європі цей показник значно менше.
Витрати енергоресурсів на одиницю виготовленої продукції та наданих комунальних послуг більш ніж у 1,5 рази перевищують зарубіжні показники.
В Україні, на одного мешканця, як приклад, в існуючих будівлях з централізованим теплопостачанням, в перерахунку на 1м² площі, на території України витрачається 1,4 т у. п. за рік, що в 1,5 рази більше, ніж у США і в 2,5-3 рази більше, ніж у Швеції.
Витрати палива на вироблення 1 Гкал тепла в комунальній теплоенергетиці становлять 160–180 кг у.п., в розвинутих країнах — 145–150 кг.
Втрати теплової енергії за рік складають більше 13 млн. Гкал. Це 12 % від обсягів відпущеної теплової енергії, на які марно витрачено 2,5 млрд м³ природного газу.
Перевитрата палива призводить до викидів в атмосферу 45 г/МДж CO замість 26 г/МДж CO.
Енергоємність національного продукту в Україні сьогодні становить 0,89 кг у.п./дол. У розвинутих країнах Європи — в середньому у 3 рази менше (зокрема, у Німеччині — 0,26 кг у.п./дол.).
На підприємствах комунальної теплоенергетики налічується понад 29 тисяч котелень, технічний стан яких є критичним. Більш як 23 відсотки котлів експлуатуються понад 20 років. Значна кількість котлів (38 відсотків) малоефективна — коефіцієнт корисної дії становить 65—75%.
Аналіз втрат теплової енергії і природного газу, що використовується на виробництво втраченої теплової енергії в комунальній теплоенергетиці у схемах централізованого теплопостачання свідчить про те, що втрати при виробництві (на котельнях) сягають до 22 %, при транспортуванні теплової енергії до 25 %, але найбільші перевитрати природного газу відносяться на виробництво теплової енергії втраченої у споживача до 30 %.
Аналіз сучасних технічних можливостей, досягнень науки і техніки свідчать про можливість зменшення втрат природного газу у використанні, транспортуванні та постачанні газу у середньому по країні на 22 %.
У багатьох країнах Західної Європи, а від 2012 року і в Україні, впроваджуються проєкти енергозберігаючої санаці житлових будівель.

## Державний контроль
Національна комісія, що здійснює державне регулювання у сфері енергетики та комунальних послуг (НКРЕКП) — державний колегіальний орган, що здійснює державне регулювання діяльності у сферах енергетики та комунальних послуг.
Комісія утворена Указом Президента України від 27 серпня 2014 року № 694/2014.
Завдання Комісії — регулювання діяльності суб'єктів природних монополій та суб'єктів господарювання, що провадять діяльність на суміжних ринках, у сферах електроенергетики, теплопостачання, централізованого водопостачання та водовідведення, на ринках природного газу, нафти та нафтопродуктів, а також перероблення та захоронення побутових відходів.

## Реформування житлово-комунального господарства України
Одним з основних нормативних документів щодо ЖКГ України є «Програма реформування і розвитку житлово-комунального господарства на 2002 — 2005 роки і на період до 2010 року». У цій програмі визначено головні напрямки удосконалення роботи галузі, підвищення якості обслуговування населення. Пріоритетним напрямком прискореного реформування ЖКГ є проведення ефективної енергозберігаючої політики. Мета Програми полягає у визначенні засад реалізації державної політики реформування житлово-комунального господарства, здійснення заходів щодо підвищення ефективності та надійності його функціонування, забезпечення сталого розвитку для задоволення потреб населення і господарського комплексу в житлово-комунальних послугах відповідно до встановлених нормативів і національних стандартів.